# Bernardo Bertolucci
Bernardo Bertolucci, italijanski filmski režiser in scenarist, * 16. marec 1941, Kraljevina Italija, † 26. november 2018, Rim, Italija.
Bertolucci je najbolj znan kot režiser filmov  Konformist, Zadnji tango v Parizu, 1900, Zadnji kitajski cesar, Čaj v Sahari, Mali Buda, Plešem sama in Sanjači. 
Za film Zadnji kitajski cesar je osvojil oskarja in zlata globusa za najboljšo režijo in prirejeni scenarij. S filmom Zadnji tango v Parizu je zaradi neposrednega prikaza spolnega nasilja in čustvenega nemira povzročil mednarodno polemiko in razne oblike cenzure v različnih državah. V Italiji je po enem tedni predvajanja v kinematografih policija film zasegla, Bertolucci pa je bil celo obsojen na štirimesečno pogojno zaporno kazen zaradi obscenosti. Leta 2011 je prejel prvo častno zlato palmo za življenjsko delo na Filmskem festivalu v Cannesu. Od leta 1979 do smrti leta 2018 je bil poročen s scenaristko Clare Peploe.